# Иранска зубата птица
Иранска зубата птица (енгл. Iranian Toothed Bird)  је наводно криптид чије је трупло пронађено у Мешгиншахерском округу у Ирану.

## Опис криптида
Описано је као мања птица кратког репа и кратки крила са кљуном пуним оштри зуба и лубањом чији је облик сличан лубањи мањи диносаура Теропода. Прекривена је смеђим перјем.